# Грасіела Родо Буланже
Грасіела Родо (нар. 1935 у Ла-Пасі ) — болівійська художниця. Вона відома своїми роботами зі стилізованими зображеннями дітей.

## Раннє життя
На її любов до мистецтва вплинули мати, концертуюча піаністка, та батько, бізнесмен і поціновувач мистецтва. Вона вивчала музику та мистецтво протягом усього дитинства, давши свій перший фортепіанний концерт у віці 15 років, а її перші художні виставки у Відні та Зальцбурзі у віці 18 років.

## Художня кар'єра
Переслідуючи свою мрію бути і великою художницею, і музикантом, Родо незабаром виявила, що час не дозволяє віддатися обом її пристрастям. У 22 роки вона всю свою енергію спрямувала на малювання. Вона вивчала офорт і естамп разом з Рене Карканом під керівництвом Джонні Фрідлендера в Парижі. Вона вийшла заміж за француза Буланже, так що її публічне ім'я стало Грасіела Родо де Буланже (іспанською) та Грасіела Родо Буланже (французькою). У 1966 році її мистецькі амбіції почали реалізовуватися, коли вона опублікувала свої перші видання гравюр і вперше виставилася в Сполучених Штатах. У 1979 році ЮНІСЕФ призначив її офіційним художником для плаката до Міжнародного року дитини, і два її гобелени були представлені в залі Генеральної Асамблеї ООН. Музей сучасного мистецтва Латинської Америки у Вашингтоні, округ Колумбія, дав ретроспективу її творчості в 1983 році. У 1986 році Метрополітен-опера Нью-Йорка замовила їй плакат до "Чарівної флейти " Моцарта, а її картини були показані в Художній галереї Лінкольн-центру. У 1993 році Всесвітня федерація асоціацій ООН вибрала одну з її картин для ілюстрації як марки, так і відбитка обмеженого тиражу, присвяченого зникаючим видам. П'ятдесятирічна ретроспектива під назвою «П'ять десятиліть» відбулася в галереї 444, Сан-Франциско в 2006 році. Більше 200 виставок робіт художниці Грасіели Родо Буланже проведено на п'яти континентах земної кулі.